# Привокзальна площа (Івано-Франківськ)
Привокзáльна плóща — площа в Івано-Франківську, що прилягає до залізничного вокзалу. Простягається від вулиці Вовчинецької до перехрестя із вулицями Михайла Мулика та Залізничною.

## Історія
Площа утворена після зведення у 1866 році залізничної лінії Львів — Чернівці на околиці Заболотівського передмістя, яка на той час була віддалена від центру міста (за 1,5 км).

## Забудова

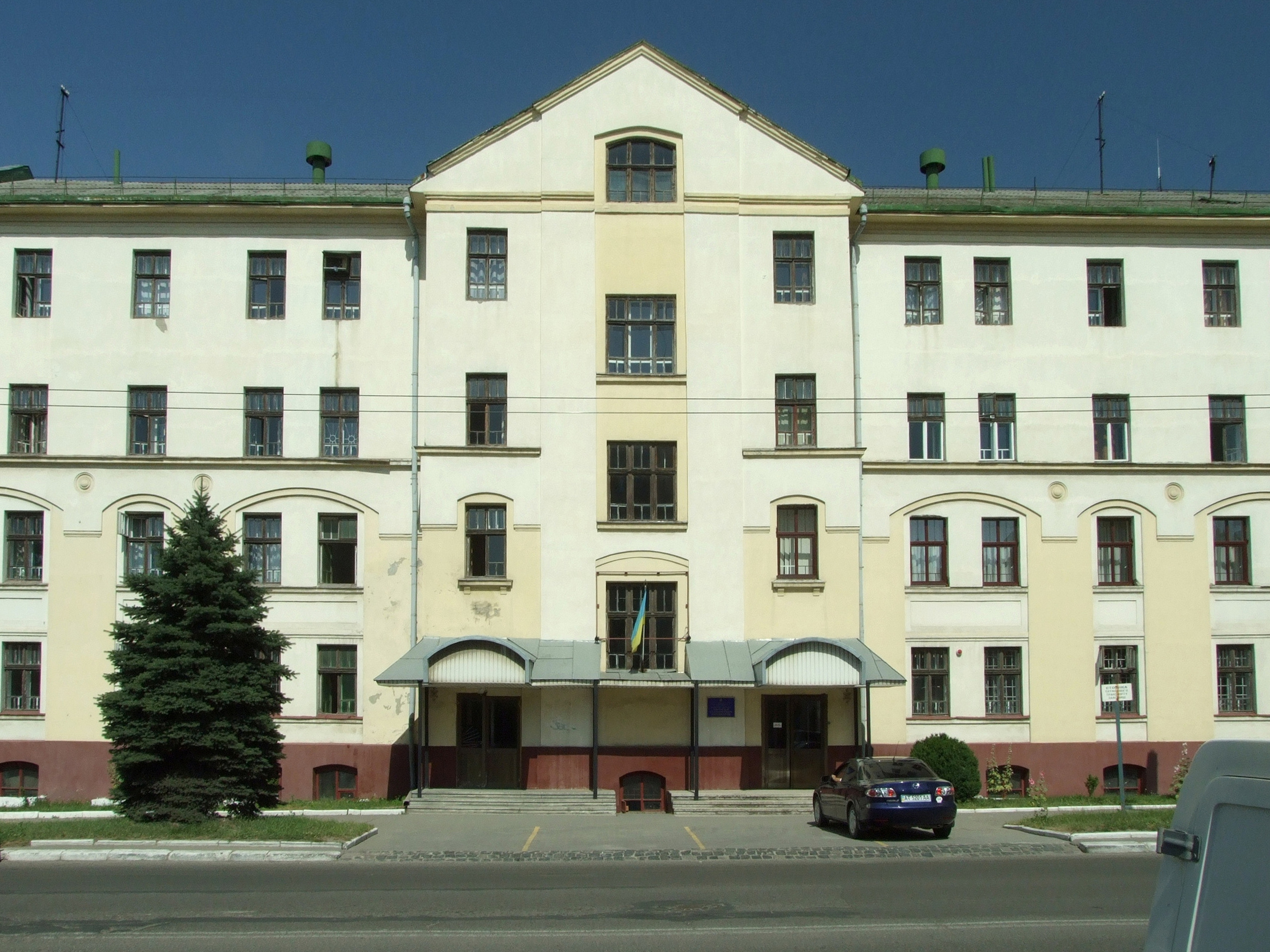
Будівля № 15 на вулиці Привокзальній, в якій розташована Івано-Франківська дирекція Львівської залізниці

Першою спорудою на площі був залізничний вокзал (буд. № 19), побудований у тому ж 1866 році, що й залізниця Львів — Чернівці.
У 1906 році вокзал був капітально перебудований, а поряд було споруджено у такому ж стилі двоповерхова будівля (буд. № 19) залізничної пошти (нині — центр обробки пошти та перевезення).
Наступною була зведена перед Першою світовою війною залізнична поліклініка (буд. № 17) та розбудована у 1933 році архітектором Т. Ковальським.
У будинку № 15 розташована Івано-Франківська дирекція Львівської залізниці.
Поруч з Привокзальною площею знаходиться міжміський автовокзал.

## Сквер та вулиця Привокзальна
Навпроти вокзалу у 1920—1930-х роках сформовано сквер. До того часу це місце вже було забудовано будинками, і навіть, двоповерховими кам'яницями, які довелося знести.
Привокзальний сквер закладено у 1888 році в межах залізничної лінії, вулиці Привокзальної (сучасна назва міститься на західному краю скверу). У 2021 році сквер прикрашений новою туристичною принадою — відреставрований старий паровоз-пам'ятник 9П-470, який до цього (з 1981 року) перебував на території локомотиворемонтного заводу.
У двоповерховому будинку № 11, зведеному за часів Австро-Угорщини, у міжвоєнний період знаходився Народний дім українських залізничників. Напівзруйнований будинок у 2005 році відреставрований банком «Crédit Agricole».
Будинок № 13 на розі з вулицею Донцова, споруджений 1956 році, є одним із небагатьох представників архітектурної «сталінської величі» в Івано-Франківську.